# خویشاوندی (آلبوم)
خویشاوندی (به انگلیسی: Familial) نام اولین آلبوم تک و استودیویی فیل سلوی موزیسین انگلیسی است که بیشتر به عنوان درامر گروه آلترنیتو راک ریدیوهد شناخته می‌شود.آلبوم شامل ده قطعه است که همگی از ساخته‌های سلوی هستند و توسط خودش و هنرمندان مختلف دیگر اجرا شده‌اند. خویشاوندی در ۳۰ آگوست ۲۰۱۰ منتشر شده است.
در ۱ جولای ۲۰۱۰ سلوی اولین ترک آلبوم به نام «By Some Miracle» را بر روی وب سایت تازه ساخته شده‌اش گذاشت و پیشنهاد دانلود رایگان این قطعه را به وسیلۀ میل داد.

## لیست آهنگ‌ها
1. "By Some Miracle"
2. "Beyond Reason"
3. "A Simple Life"
4. "All Eyes on You"
5. "The Ties That Bind Us"
6. "Patron Saint"
7. "Falling"
8. "Broken Promises"
9. "Don't Look Down"
10. "The Witching Hour"
11. "Running Blind"
12. "What Goes Around (Demo)"